# Лобелін
Лобелін (англ. Lobeline, лат. Lobelinum) — природний алкалоїд із низки рослин роду лобелія, переважно отримують з виду Lobelia inflata, який є похідним метилпіперидину. Лобелін переважно застосовується як дихальний аналептик, та може використовуватися для збудження дихального центру при ослабленні або рефлекторній зупинці дихання, зокрема при бронхіальній астмі, кашлюку, асфіксії новонароджених, інших причинах зупинки дихання при відсутності значних порушень діяльності серцево-судинної системи.

## Фармакологічні властивості
Лобелін за своєю дією є стимулятором нікотинових ацетилхолінових рецепторів. Також лобелін інгібує зворотне захоплення серотоніну і дофаміну, та є антагоністом μ-опіатних рецепторів. Лобелін переважно застосовують як дихальний аналептик при ослабленні або рефлекторній зупинці дихання при відсутності значних порушень діяльності серцево-судинної системи. Також препарат застосовують для лікування нікотинової залежності, експериментально лобелін застосовують також для лікування залежності від амфетамінів, кокаїну та алкоголю.

## Спосіб застосування
Лобелін як стимулятор дихання застосовується переважно внутрішньовенно, рідше внутрішньом'язово. Для лікування нікотинової залежності лобелін застосовується перорально, та входить до складу комбіноаних таблеток для лікування нікотинової залежності.

## Побічна дія та передозування
При застосуванні високих доз лобеліну у пацієнтів можуть призвести до появи нудоти, блювання, підвищеного потовиділення, гіпертензії, коми, та можуть призвести до смерті.